# The Orielles (banda)
The Orielles é uma banda inglesa de indie rock de Halifax, West Yorkshire, Inglaterra. É composta por Sidonie "Sid" B. Hand-Halford na bateria, Esmé Dee Hand-Halford no baixo e voz e Henry Carlyle Wade na guitarra e voz.

## Carreira
Seu álbum de estreia, Silver Dollar Moment, foi lançado em fevereiro de 2018 pela Heavenly Records. AllMusic descreveu o álbum como uma "estreia impressionante ... ele tem um espírito unicamente doce e uma beleza alegre, próprio de um trio de jovens do Reino Unido que dá ao som um estilo indie dançante largado do início dos anos 90 com uma atualização séria". 
Seu segundo álbum, Disco Volador, foi lançado em fevereiro de 2020 pela Heavenly Records. Foi produzido por Marta Sologni. The Guardian deu a ele uma classificação de três de cinco estrelas, descrevendo o álbum como a banda "expandindo o som de sua estreia cativante, mas um tanto convencional, abandonando as estruturas musicais tradicionais e viajando para novas texturas". Recebeu classificação de 73 no Metacritic, com críticos comentando que o álbum mistura "a euforia de voar através do espaço infinito através de exibições astrais de beleza imaginada através de uma mistura de funk disco, dream pop, electronic exotica e highlife dos anos 70" (Uncut Magazine) e Q (revista) dizendo que o álbum é "instantaneamente atraente e incrivelmente inventivo".

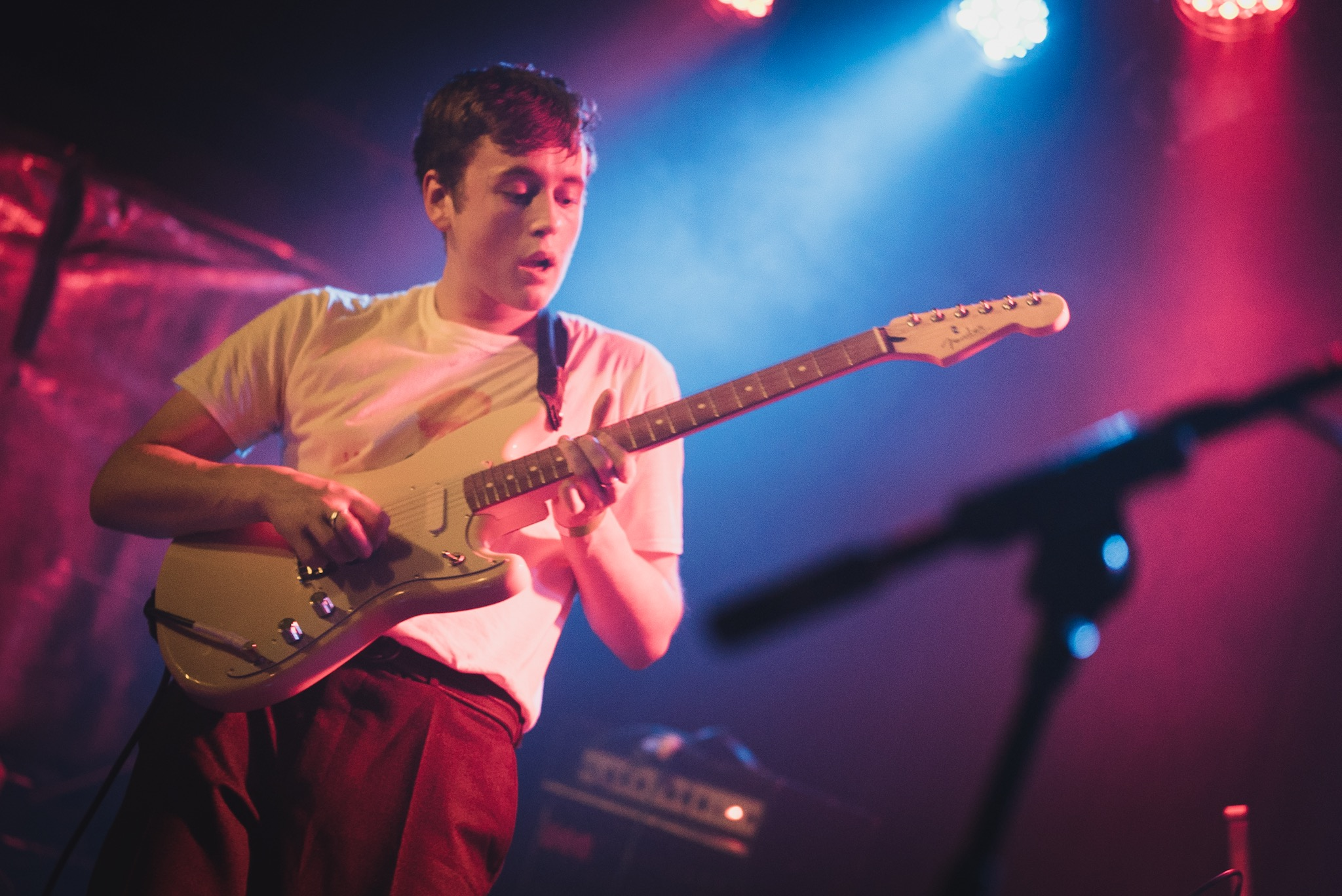
Henry Carlyle Wade

## Discografia

### Álbuns
- Silver Dollar Moment (2018)
- Disco Volador (2020) – No. 53 UK Albums Chart
- La Vita Olistica (2021)[9]

### Singles
- Space Doubt (2015)
- Jobin (2016)
- Sugar Tastes Like Salt (2017)
- Blue Suitcase (Disco Wrist) (2018)